# Antonín Komár
Antonín Komár byl československý amatérský automobilový závodník. Narodil se 27. ledna 1907 v Mařaticích. Zahynul při automobilovém závodě v Ostravě 16. září 1951.

## Závodní kariéra

### Tatra, Bugatti, Škoda
Již ve 20 letech (1927) založil v Kyjově autodopravní a servisní firmu. Po třech letech podnikání se začal zúčastňovat prvních závodů, nejdříve jako učenlivý žák Bruna Sojky. V roce 1933 startoval v I. ročníku 1000 mil Československých s vozem Tatra 57, kde dojel na 3. místě v třídě do 1500 cm³ (v celkové klasifikaci jako 18.).

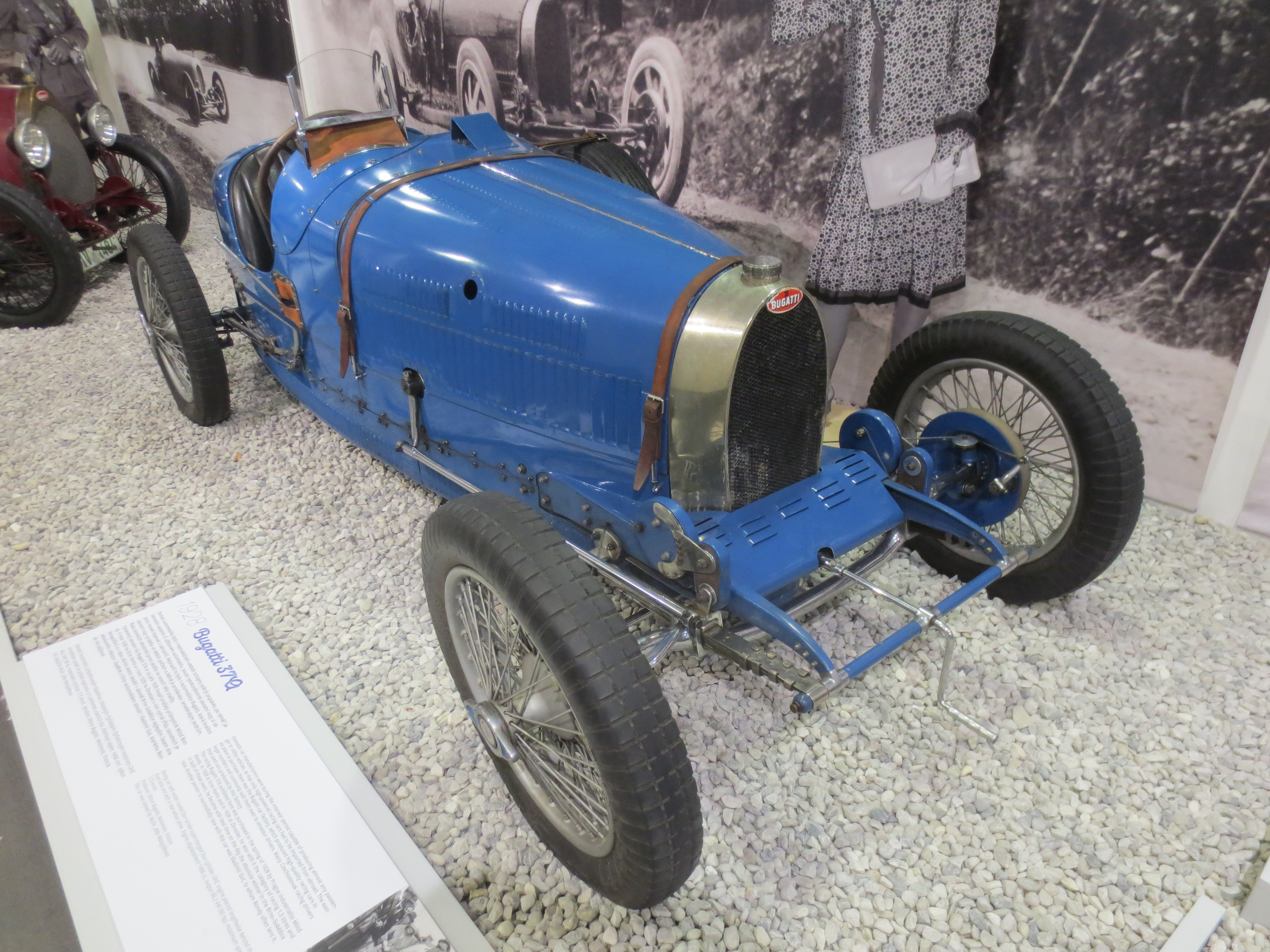
Bugatti 37A na výstavě Vavříny s vůní benzínu (NTM 2021)

V roce 1934 byl 30. září na startu závodu na Masarykově okruhu v Brně v kategorii slabších vozů Voiturette, tentokrát na zapůjčeném voze Bugatti T37A, který jej však do cíle nedovezl, pro závadu zapalování musel v 7. kole (z 15) odstoupit. Tisk zmínil, že jezdci Hartmann, Pohl, Schmidt, Sojka, Komár a Wilheim na vozech Bugatti použili do svých motorů palivovou směs s 30% lihu, 40% benzínu a 30% benzolu.
Na III. ročníku 1000 mil čs. startoval v červnu 1935 s vozem Škoda Rapid Six v třídě do 2000 cm³. Škoda Rapid Six bylo sportovní coupé, byly vyrobeny pouze 3 kusy. Vůz byl vybaven šestiválcovým SV motorem o objemu 1961 cm³ a s výkonem 37 kW/50 k umístěným podélně nad přední nápravou. Poháněna byla zadní kola. Maximální rychlost byla 140 km/h. Posádka Antonín Komár - Vladimír Houšť (st. č. 23) v náročném závodě dojela v celkové klasifikaci na 5. místě a ve třídě do 2 l na 3. místě (ve speciální klasifikace tzv. zavřených vozů na 2. místě).

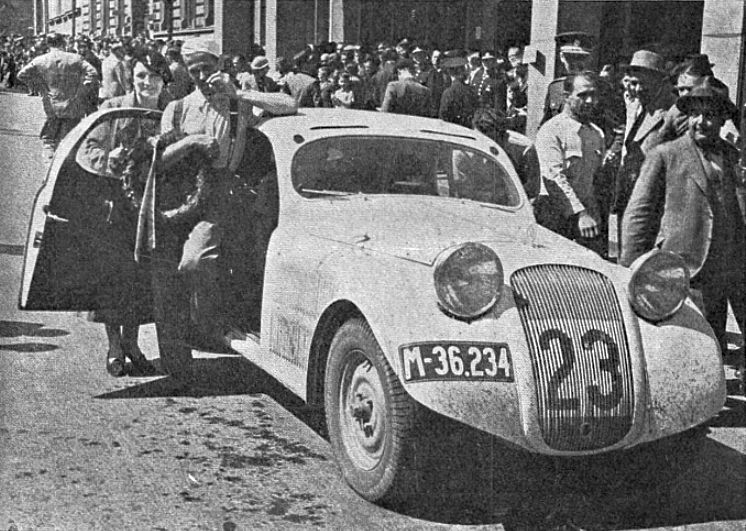
Antonín Komár, Škoda Rapid Six (1000 mil čs. 1935)

Závod v III. ročníku Lochotínského okruhu (23. června 1935) byl zakončením předprázdninové sezony. Trať 4,3 km, skoro v rovině (převýšení jen 46 m) a diváků velmi mnoho — Plzeň opět ukázala své pochopení pro sport. Ve třídě závodních vozů do 1500 cm³ zvítězil Antonín Komár na Bugatti T37 v čase 41:25,4 min (93,43 km/h) před J. Benešem na Wikovu 7/28 SS a Bohumilem Fišerem na MG Magnette. A. Komár startoval ještě ve třídě automobilů přes 1500 cm³ s tisícimílovou Škodou Rapid Six. Antonín Komár, majitel autodopravy v Kyjově měl dojet v této třídě druhý, ale jiný zdroj uvádí jako vítěze Jana Kubíčka na Bugatti T35 s motorem Ford 2618 cm³, když za sebou nechal Otto Theimera a ing. Wilfrieda Proskowetze (oba rovněž na originálních vozech Bugatti) a na 4. místě A. Komára se Škodou jako neklasifikovaného. Brněnskou Velkou cenu Masarykovu si A. Komár zopakoval i v roce 1935. Odpadl s Bugatti T37A pro poruchu brzd ze 6. místa ve 13. kole z 15. Jiný zdroj ho uvádí jako klasifikovaného na 5. místě. Byl za svoje výkony v roce 1935 především za 1000 mil československých a za Lochotínský okruh sportovní komisí AKRČs. vyznamenám stříbrným odznakem.

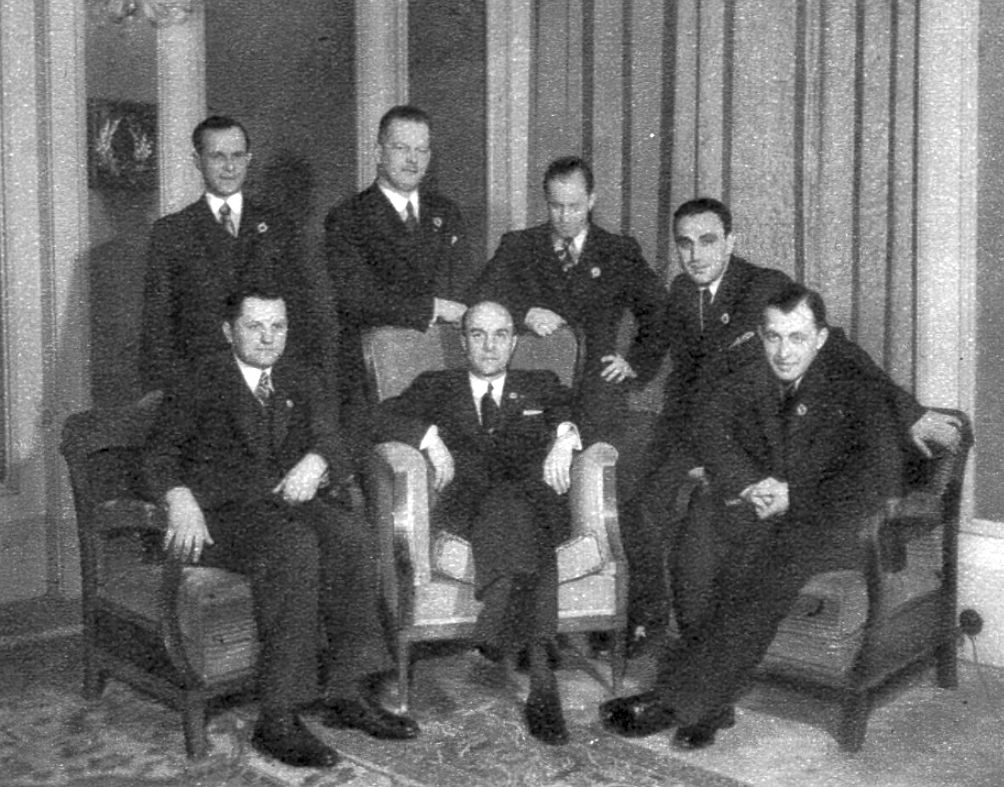
Antonín Komár (první stojící zleva) oceněn AKRČs. za rok 1935

V zbývajících letech před válkou to bylo na výraznější úspěchy skromnější, ani jeho třetí start na Masarykově okruhu v Brně (1937) nebyl úspěšný. Závod vozů do 1,5 l zdvihového objemu označený jako první Velká cena Brna se jel na 5 kol v celkové délce 145,7 km. Hned v 1. kole před obrovským davem přihlížejících (odhadem 200 000 diváků) Antonín Komár na Bugatti T37A odstoupil pro poruchu pístu.
Naopak za zmínku stojí jeho vítězství 28. srpna 1938 na 6. ročníku Lochotínského okruhu. Tam v třídě automobilů do 2 l na Bugatti zvítězil a stal se i celkovým vítězem. Závod se jel na 23 kol v celkové délce na baťovských 99 km a A. Komár dosáhl času 1:00,31,2 h (průměrná rychlost téměř 99 km/h) před Václavem Vaníčkem na Bugatti a Ladislavem Mikulou na Aeru 50. Komár získal pohár Vítězslava Kumpery, velkoprůmyslníka a předseda Ligy motoristů - Čs. Touring Clubu (pořadatel závodu) a finanční odměnu 500 Kč od fy. Technospol za nejlepší čas automobilů.

### Cisitalia

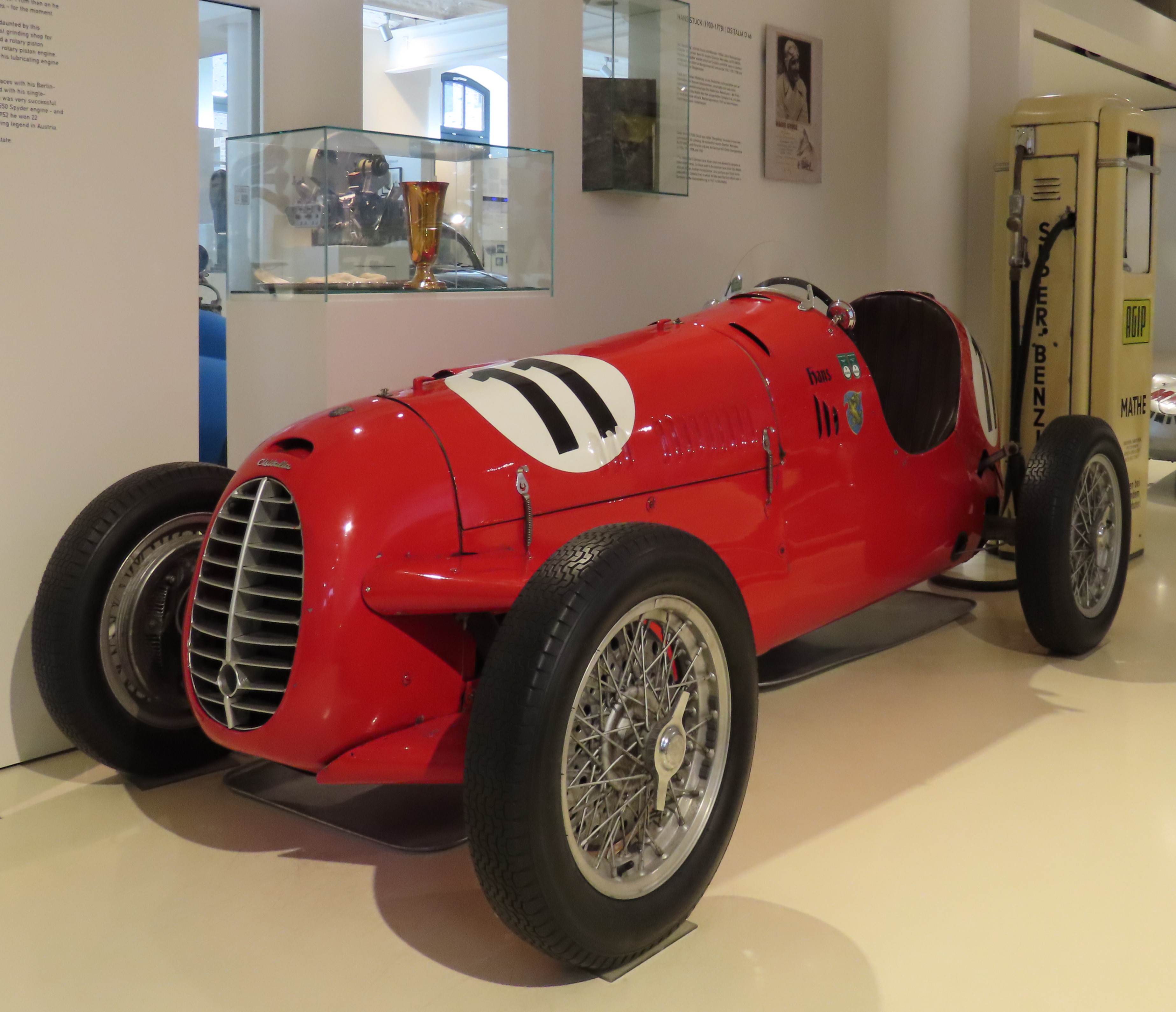
Monopost Cisitalia D46 (2024)

Po druhé světové válce si s Brunem Sojkou v roce 1948 zakoupili dva italské vozy Cisitalia D46 (1090 cm³ s rozvodem OHV, výkon 50 kW/68 k, max. rychlost 182 km/h), kompaktní monoposty dle pravidel platných od roku 1948 pro formuli 2. Prvnímu podniku sezony 1948, II. ročníku závodu Dvěma směry, který jel s Cisitalií (Komárova měla výr. č. 007), 11. dubna 1948 na spojovací silnici mezi Hrdlořezy a Vysočany (od konečné stanice tramvaje č. 21 k Novovysočanské), na takto vytvořené trati délky 2276 m přihlíželo závodu přes nepříznivé počasí 50000 diváků. V 9. kole společného závodu do a přes 1,5 l po napínavém boji mezi Josefem Vojtěchovským na Maserati 6CM (nad 1,5 l zvítězil), Vlčkem na Magdě a Sojkou na Cisitalii musel Sojka závod vzdát pro prasklé olejové potrubí. V třídě závodních vozů do 1500 cm³ obsadil Komár 2. místo za Jaroslavem Vlčkem na Magdě (motor Fiat s kompresorem). Druhý poválečný ročník závodu automobilů v Hradci Králové se jel před 30000 diváky 9. května 1948 na okruhu dlouhém 2 300 metrů a Antonín Komár v třídě závodních vozů přes 1,5 l zvítězil. Ve společném závodě závodních automobilů do a přes 1,5 l na rovince Gočárovou třídou od Wilsonova mostu (dnes Pražský most) dosahovali nejrychlejší vozy rychlosti až 150 km/hod. Největší favorit v kategorii závodních vozů Bruno Sojka při souboji o vedení vzdal pro poruchu svého vozu (porucha přívodu oleje). A. Komár jako absolutní vítěz závodních automobilů inkasoval 5000 Kč. Na 3. místě dojel v závodních vozech na 3. Libereckém okruhu 6. června 1948 za Brunem Sojkou (Cisitalia) a Jaroslavem Vlčkem (Magda). Ještě předtím (23. května 1948) se A. Komár účastnil soutěže, 7. ročníku Zlínské osmy. Na voze Škoda Popular zvítězil ve třídě automobilů do 1,5 l.
V závodě o Velkou cenu Československa 1949 (25. září 1949) startoval i A. Komár na Cisitalii D46, ale jako obvykle v Brně se mu nazadařilo, ve 4. kole odpadl pro poruchu diferenciálu.
Prvním jeho startem v roce 1950 byla účast na 4. ročníku závodu v Hradci Králové, který se konal 14. května. Podstatnou novinkou oproti předchozím ročníkům bylo obrácení směru jízdy. Povrch závodní trati byl z 25 procent asfaltový, z 55 procent tvořený dlažbou z malých kostek a zbytek byl z velkých kostek. Závodům přihlíželo 50 000 diváků. V třídě závodních vozů do 1,5 l obsadil A. Komár 2. místo za vítězným Václavem Hovorkou na Maserati 6CM. Na 1. Mladoboleslavském závodu městem o týden později 21. května 1950 v závodních vozech do 2 l obsadil Komár 3. místo (20 kol/50 km) za vítězným Václavem Bobkem (Škoda Supersport s kompresorem) a Brunem Sojkou (Cisitalia). Na Bělském okruhu v Ostravě 17. září 1950 s Cisitalií D46 obsadil 2. místo za Brunem Sojkou na monopostu Tatra 607 ale před Halaštou na Bugatti. V závodě automobilů o Cenu Brna na trati Velké ceny Československa 24. září 1950 dojel na 8. místě. Na Ecce Homo ve Šternberku 1. října 1950 závod na nově zřízeném okruhu nedokončil. Jezdil na čtvrté příčce, ale později odstoupil pro defekt. Od října 1950 kombinoval svoje starty s Cisitalií a se soukromě postaveným vozem Škoda 1101 na podvozku Škoda Supersport.
V sezoně 1951 pokračoval vítězstvím ve Zlíně. III. rychlostní závod v tehdejším Gottwaldově se konal 13. května 1951. Ve společném závodě závodních vozů do 1,5 l s kompresorem a do 4,5 l bez kompresoru se v nejzajímavějším závodu dne ve vedení střídali Pavelka na Tatraplánu a Bobek na Škodě. První však dojel Antonín Komár na Cisitalii před Brunem Sojkou na Tatře T-607 Monopost a Vlčkem na Magdě. Na 2. ročníku okruhového závodu Ecce Homo ve Šternberku 1. července 1951 v závodních vozech zvítězil Václav Bobek na Škoda Supersportu před A. Komárem na Cisitalii (st. č. 4) a Jaroslavem Vlčkem na Magdě IV. Ve Šternberku startoval i v třídě sportovních vozů do 1,5 l na Škodě 1101 (st. č. 41), ale v tomto závodě nebyl klasifikován. Do závodu nenastoupil tovární tým Tatra Kopřivnice, kvůli smrtelné nehodě Bruno Sojky v sobotním tréninku.

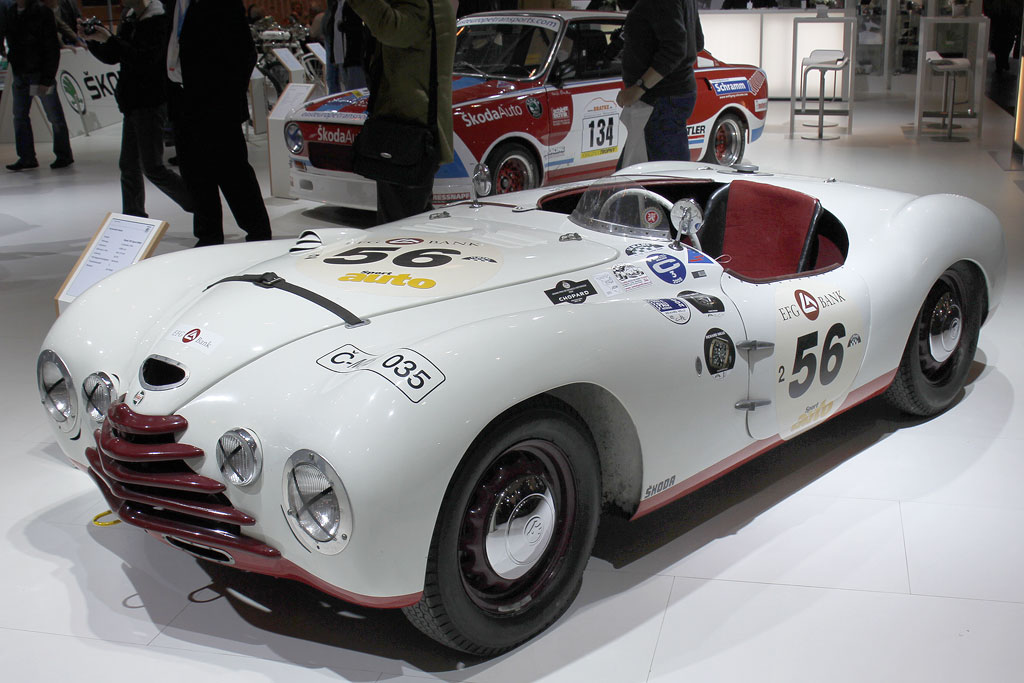
Typ Škoda 1101 Sport, na kterém Fousek-Komár vyhráli třídu a celkově dojeli na 3. místě při závodě 12h na Masarykově okruhu v roce 1950

### Škoda
Zatímco Sojka se stal od léta 1950 továrním jezdcem Tatry, Komár přešel na sportovní vozy Škoda. Ve dvanáctihodinovém vytrvalostním závodu automobilů na Masarykově okruhu v Brně 8. října 1950 dojela dvojice Miroslav Fousek-Antonín Komár na voze Škoda 1101 Sport v třídě do 1100 cm³ na 1. místě a jako 3. v celkovém klasifikaci podle ujeté vzdálenosti (ujeli celkem 1153,004 km průměrnou rychlostí 96 km/h). Závod byl odstartován ve 4:20 h ráno za velmi nepříznivého počasí (hustá mlha). Ráno jezdily vozy okruhy o 2 minuty pomaleji než později za denního světla. Závod měl dvojí klasifikaci, podle výkonnostního koeficientu D (zde Fousek s Komárem byli klasifikováni na 5. místě) a podle ujeté vzdálenosti. V klasifikaci podle vzdálenosti obsadily první 2 místa posádky Tatry: Pavelka-ing. Zdeněk Sojka a Veřmiřovský - Kopečný (Tatra 602 Tatraplan Sport). Za nimi dojeli Fousek s Komárem.
Posledním vozem, se kterým A. Komár závodil od konce roku 1950, byl upravený Škoda Supersport. Historie Škody Supersport se začala psát v poválečné mladoboleslavské automobilce, která tehdy chtěla podpořit výrobu Škody 1101 Tudor a na její bázi začala stavět od roku 1949 tři závodní auta. První vůz se ukázal jako problematický. Nedržel stopu, říkalo se o něm, že se točí jako káča. Ve zkouškách ho pak skutečně také rozbili a údajně sešrotovali. Podvozek ovšem koupil kyjovský závodník a škodovácký smluvní jezdec Antonín Komár. Ten postavil karoserii, kterou automobil vozí dodnes. Byl to dvoudveřový dvoumístný roadster s motorem vpředu a pohonem zadních kol. Zážehový, kapalinou chlazený řadový čtyřválec (R4) s rozvodem OHV měl zdvihový objem 1089 cm³ (vrtání 68,0 mm, zdvih 75,0 mm, komprese 9,0). Se dvěma ventily na válec, dvěma karburátory Solex a bez přeplňování dosahoval výkonu 44 kW/60 k při 5000 ot/min. Řazení mechanickou čtyřstupňovou převodovkou. Rozměry, hmotnost, rychlost: rozvor náprav 2130 mm, rozchod kol 1200/1250 mm, pohotovostní hmotnost 620 kg, maximální rychlost 150 km/h. Komár na tento podvozek s motorem postavil karoserii mírně odlišnou od originálních supersportů Škoda.

## Smrtelná nehoda
Slibně zahájená sezóna roku 1951 však byla pro A. Komára sezonou poslední. Tragicky zahynul ve věku nedožitých pětačtyřiceti let 16. září 1951 na ostravském závodním okruhu v Bělském lese. Komár jel v závodě na okruhu v Ostravě na voze označovaném jako Škoda 1100 Super Sport (Komár) mezi prvními třemi. V šestnáctém kole v boji o druhé místo narazil do stromu a zemřel při převozu do nemocnice. Pro tehdejší denní tisk bylo příznačné, že informaci o tomto závodě vůbec neuváděl (např. Rudé Právo, Rovnost) a i když, tak se o smrtelné havárii Antonína Komára vůbec nezmínil (Svobodné slovo). O 3 měsíce dříve, 30. června 1951 při sobotním tréninku na okruhový závod Ecce Homo fatálně havaroval jeho "učitel" Bruno Sojka s Tatrou T 602 Tatraplan Sport.
Komárův vůz nebyl po havárii nijak zle poničený. Komárovi mechanici ho prý tehdy nezištně opravili, aby ho vdova prodala a přilepšila si v těžké situaci. Události se asi ale měly jinak. Není známo, že by Komárova Škoda někdy vyjela k regulérním závodům tehdejší doby, neví se, jak a kdo ji později třeba v silničním provozu využíval. Jisté ale je, že mimo Komárovu rodinu se nedostala. Veteránista Pavel Přibáň ji koupil v zachovalém a zcela původním stavu, který nevyžadoval větších rekonstrukcí, od závodníkových vzdálených příbuzných.

## Vzpomínky
Na brněnském Masarykově okruhu se konala 4. července 2014 vzpomínková akce Brno Grand Prix Revival. V paddocku hodně pozornosti přitahoval italský vůz Cisitalia, který si na sklonku 40. let koupil československý jezdec Antonín Komár a později s ním jezdil výtvarník a autor mnoha plakátů na závody Velké ceny ČSSR a závodník Vladimír Valenta (1920–1977), který se s ním mj. zúčastnil mezinárodních závodů Formule Junior na brněnském okruhu v letech 1962-3. Vůz představil majitel a pilot Cisitalie Richard Pilkington. Vůz se na Masarykově okruhu představil takto naposledy, po víkendu v Brně totiž poputoval k novému majiteli do USA.
Škoda 1100 Super Sport (Komár) vlastněná od roku 1972 Pavlem Přibáněm se zúčastňuje veteránských akcí, jako např. v roce 2023 na akci Sosnová Classic 2023. Tam se zúčastnil ve skupině Vozy 2 se startovním číslem 237. Vůz pilotoval Tomáš Pribáň.

## Největší úspěchy
- Absolutní vítězství v 6. ročníku Lochotínského okruhu s Bugatti T37A (1938)
- Absolutní vítězství v závodních vozech v Hradci Králové na Cisittalii D46 (1948)
- Vítězství v třídě závodních vozů do 1,5 l v 3. ročníku Lochotínského okruhu na Bugatti T37A (1935)
- Vítězství v třídě do 1,1 l v 12h závodě na Masarykově okruhu (celkově 3. místo dle ujeté vzdálenosti) na voze Škoda 1101 Sport posádky Fousek-Komár (1950)
- 3. místo v třídě v třídě do 1,5 l při I. ročníku závodu 1000 mil československých na voze Tatra 57 posádky Komár-Bimka (1933)
- 3. místo v třídě do 2 l při III. ročníku závodu 1000 mil československých (5. celkově) na voze Škoda Rapid Six posádky Komár-Houšť (1935)